# Copa del País Basc de bàsquet femenina
La Copa del País Basc de bàsquet femenina (oficialment en basc: Emakumezkoen Euskal Kopa) és una competició esportiva de clubs de bàsquet femenins del País Basc. De caràcter anual, fou creada la temporada 2005-06 i és organitzada per la Federació Basca de Basquetbol. Hi participen els clubs bascos que competeixen a la Lliga espanyola de bàsquet, disputant una final en seu neutral. Normalment, se celebra al mes de setembre o octubre, essent el torneig que dona l'inici a les competicions de bàsquet femení al País Basc.
El dominador històric de la competició és el Txingudi Saski Baloi Elkartea, amb el nom d'Hondarribia-Irún, amb nou títols, vuit d'ells de forma consecutiva entre 2003 i 2010. Posteriorment, l'arribada de nous clubs a l'elit estatal a partir de la dècada del 2010 comportà que s'estrenessin en el palmarès de la competició, destacant el Gernika KESB, l'Ibaeta KE i l'Araski AES, amb cinc, quatre i tres copes respectivament.

## Historial
| En negreta = Equip guanyador (prò.) = Pròrroga (1) = Nombre de títols Nota: Noms dels equips segons l'època |

| Edició | Temp.   | Data       | Campió               | Resultat | Subcampió        | Seu                                      | MVP                     | refs        |
| ------ | ------- | ---------- | -------------------- | -------- | ---------------- | ---------------------------------------- | ----------------------- | ----------- |
| I      | 2003-04 |            | Hondarribia-Irún (1) |          |                  |                                          |                         |             |
| II     | 2004-05 | N/D        | Hondarribia-Irún (2) |          | Irlandesas       | Durango                                  |                         |             |
| III    | 2005-06 | N/D        | Hondarribia-Irún (3) | lligueta | Irlandesas       | Poliesportiu d'Intxaurtxueta, Eskoriatza |                         |             |
| IV     | 2006-07 | N/D        | Hondarribia-Irún (4) |          | Irlandesas       | Poliesportiu de Fadura, Getxo            |                         |             |
| V      | 2007-08 | 08-10-2007 | Hondarribia-Irún (5) | 78-46    | Irlandesas       | Poliesportiu d'Intxaurtxueta, Eskoriatza | Samantha Christon (IRU) | [ 1 ] [ 3 ] |
| VI     | 2008-09 | 17-10-2008 | Hondarribia-Irún (6) | 101-58   | Biurrarena UPV   | Poliesportiu d'Intxaurtxueta, Eskoriatza | Stacey Lovelace (IRU)   | [ 4 ]       |
| VII    | 2009-10 | 07-10-2009 | Hondarribia-Irún (7) | 71-67    | UPV-Gipuzkoa     | Poliesportiu de Kandelazubieta, Leioa    |                         | [ 5 ]       |
| VIII   | 2010-11 |            | Hondarribia-Irún (8) | 82-55    | UPV-Gipuzkoa     | Poliesportiu d'Intxaurtxueta, Eskoriatza |                         | [ 2 ]       |
| IX     | 2011-12 | 02-01-2012 | UPV-Gipuzkoa (1)     | 64-48    | GDKO Ibaizabal   | Poliesportiu de Kandelazubieta, Leioa    |                         |             |
| X      | 2012-13 | 23-09-2012 | Hondarribia-Irún (9) | 90-51    | GDKO Ibaizabal   | Zalla                                    |                         | [ 6 ]       |
| XI     | 2013-14 |            | UPV-Gipuzkoa (2)     | 65-52    | GDKO Ibaizabal   | Bidebieta                                |                         |             |
| XII    | 2014-15 | 06-10-2014 | Gernika KESB (1)     | 87-56    | UPV-Gipuzkoa     | Poliesportiu d'Intxaurtxueta, Eskoriatza |                         | [ 7 ]       |
| XIII   | 2015-16 | 22-09-2015 | Gernika KESB (2)     | 68-65    | IDK Gipuzkoa     | Vitòria                                  |                         | [ 8 ]       |
| XIV    | 2016-17 | 19-09-2016 | Lointek Gernika (3)  | 54-35    | Lacturale Araski | Poliesportiu de Maloste, Guernica        |                         | [ 9 ]       |
| XV     | 2017-18 | 24-09-2017 | Lacturale Araski (1) | 67-65    | Lointek Gernika  | Poliesportiu Urreta, Galdakao            |                         | [ 10 ]      |
| XVI    | 2018-19 | 30-09-2018 | RPK Araski (2)       | 70-60    | Lointek Gernika  | Poliesportiu de Landako, Durango         |                         | [ 11 ]      |
| XVII   | 2019-20 | 22-09-2019 | RPK Araski (3)       | 50-47    | Lointek Gernika  | Poliesportiu de Landako, Durango         | Laura Quevedo (ARA)     | [ 12 ]      |
| XVIII  | 2020-21 | 05-09-2020 | Lointek Gernika (4)  | 50-43    | IDK Euskotren    | Poliesportiu de Landako, Durango         |                         | [ 13 ]      |
| XIX    | 2021-22 | N/D        | Lointek Gernika (5)  | lligueta | IDK Euskotren    | Poliesportiu de Landako, Durango         |                         | [ 14 ]      |
| XX     | 2022-23 | N/D        | IDK Euskotren (3)    | lligueta | Kutxabank Araski | Poliesportiu d'Usabal, Tolosa            |                         | [ 15 ]      |
| XXI    | 2023-24 | N/D        | IDK Euskotren (4)    | lligueta | Lointek Gernika  | Poliesportiu de Landako, Durango         |                         | [ 16 ]      |
| XXII   | 2024-25 | N/D        | Lointek Gernika (6)  | lligueta | Kutxabank Araski | Poliesportiu Antzizar, Besain            |                         | [ 17 ]      |